# عزت‌آباد (سیرجان)
عزت‌آباد روستایی در دهستان نجف‌آباد بخش مرکزی شهرستان سیرجان استان کرمان ایران است.

## جمعیت
بر پایه سرشماری عمومی نفوس و مسکن در سال ۱۳۹۵ جمعیت این مکان ۲٬۰۸۵ نفر (۵۹۸خانوار) بوده‌است.